# П'єр Лешантр
П'єр Лешантр (фр. Pierre Lechantre, нар. 2 квітня 1950, Лілль) — французький футболіст, що грав на позиції нападника. По завершенні ігрової кар'єри — тренер.
Виступав, зокрема, за клуби «Лілль» та «Сошо».
Володар Кубка африканських націй на чолі збірної Камеруну. 

## Ігрова кар'єра
У дорослому футболі дебютував 1968 року виступами за команду клубу «Лілль», в якій провів два сезони, взявши участь у 33 матчах чемпіонату. 
Своєю грою за цю команду привернув увагу представників тренерського штабу клубу «Сошо», до складу якого приєднався 1970 року. Відіграв за команду із Сошо наступні п'ять сезонів своєї ігрової кар'єри. Більшість часу, проведеного у складі «Сошо», був основним гравцем атакувальної ланки команди.
Згодом з 1975 по 1986 рік грав у складі команд клубів «Монако», «Лаваль», «Ланс», «Марсель», «Реймс» та «Ред Стар».
Завершив професійну ігрову кар'єру у клубі «Париж», за команду якого виступав протягом 1986—1987 років.

## Кар'єра тренера
Розпочав тренерську кар'єру відразу ж по завершенні кар'єри гравця, 1987 року, очоливши тренерський штаб клубу «Париж».
У 1998 році став головним тренером збірної Камеруну, тренував збірну Камеруну три роки. Під його керівництвом камерунці стали переможцями Кубка африканських націй 2000.
Згодом протягом 2002–2003 років очолював тренерський штаб збірної Катару.
У 2005 році прийняв пропозицію попрацювати у збірній Малі.
Протягом тренерської кар'єри також очолював команди азійських і африканських клубів — «Аль-Аглі», «Ас-Сайлія», «Аль-Райян», МАС (Фес), «Клуб Африкен», «Сфаксьєн», «Аль-Арабі» та «Аль-Іттіхад».
Наразі останнім місцем тренерської роботи є збірна Республіки Конго, головним тренером команди якої П'єр Лешантр був протягом 2016 року.

## Титули і досягнення
- Володар Кубка африканських націй (1): 2000